# 天馬苑

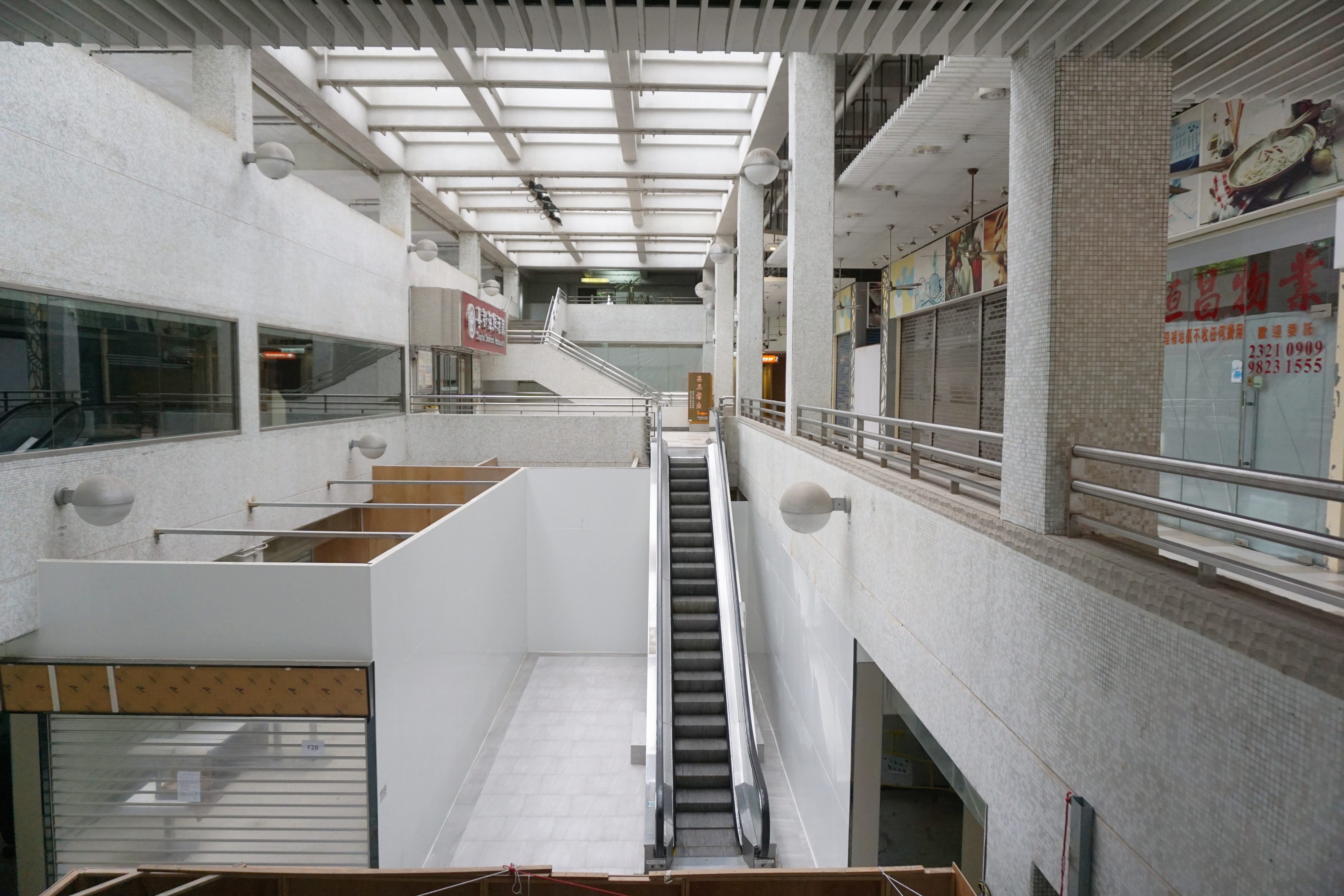
2016年，領展轉售商場予新買家後，商場園林改為商店，唯現時多間店舖空置中

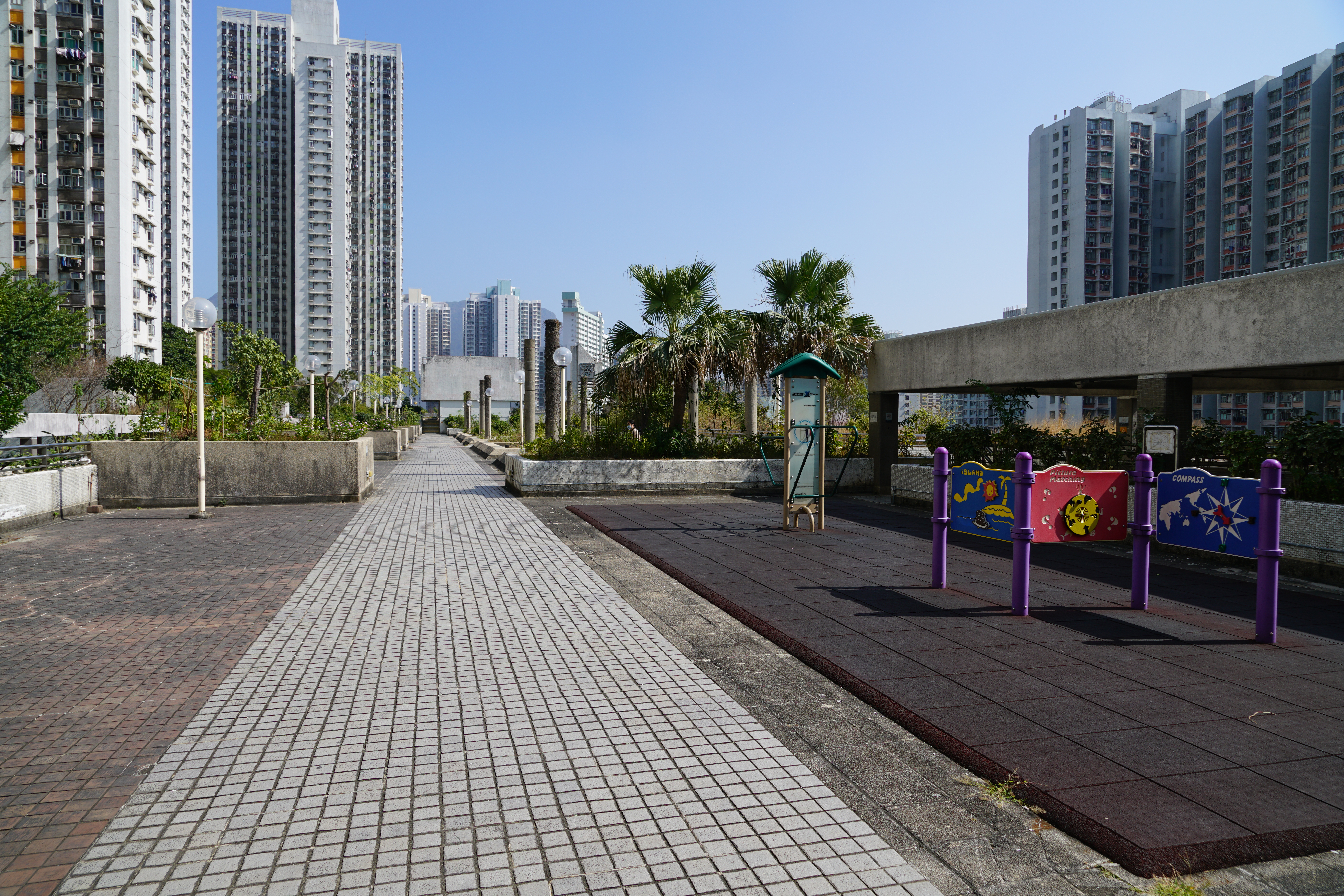
平台花園

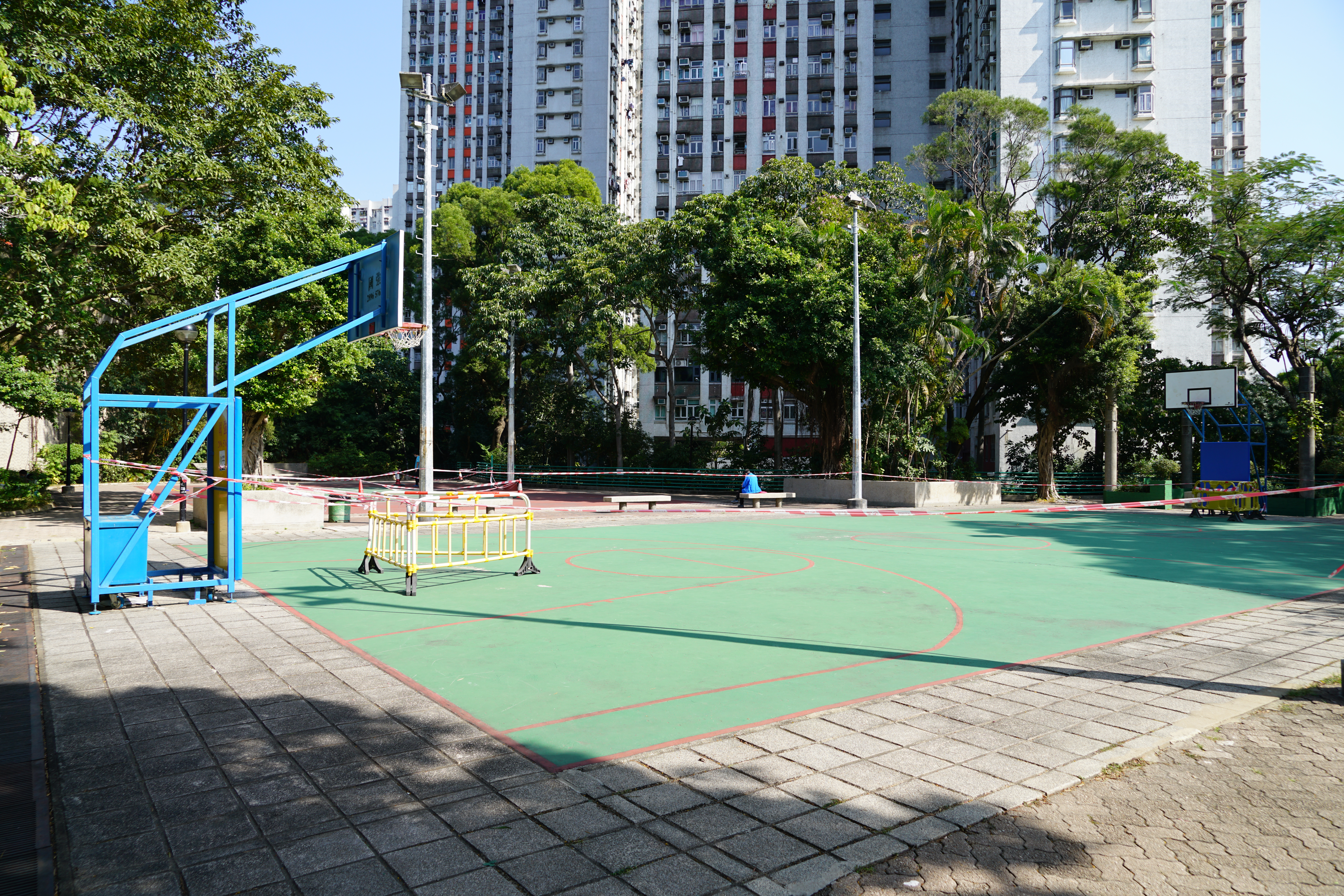
籃球場

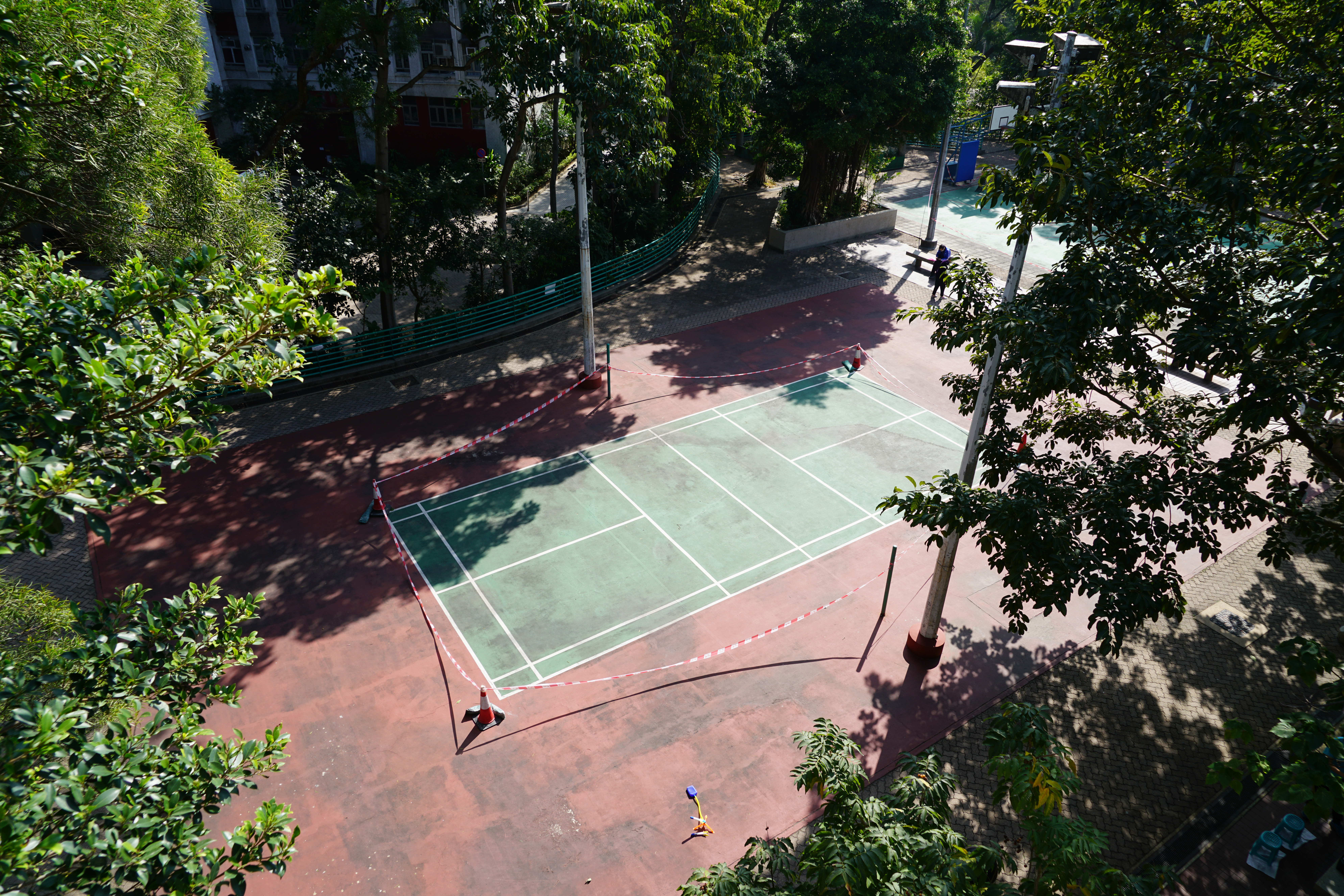
羽毛球場

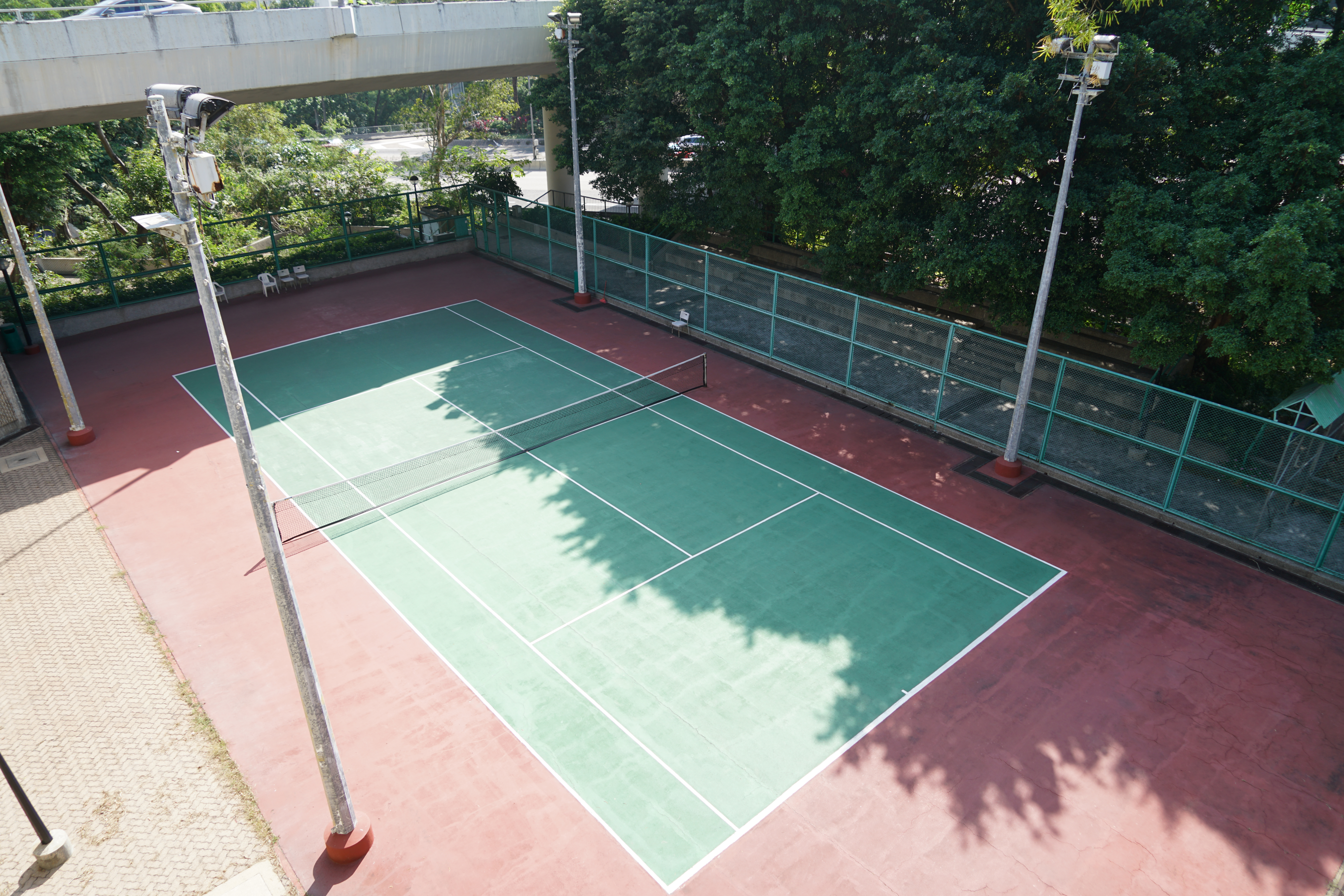
網球場及看台

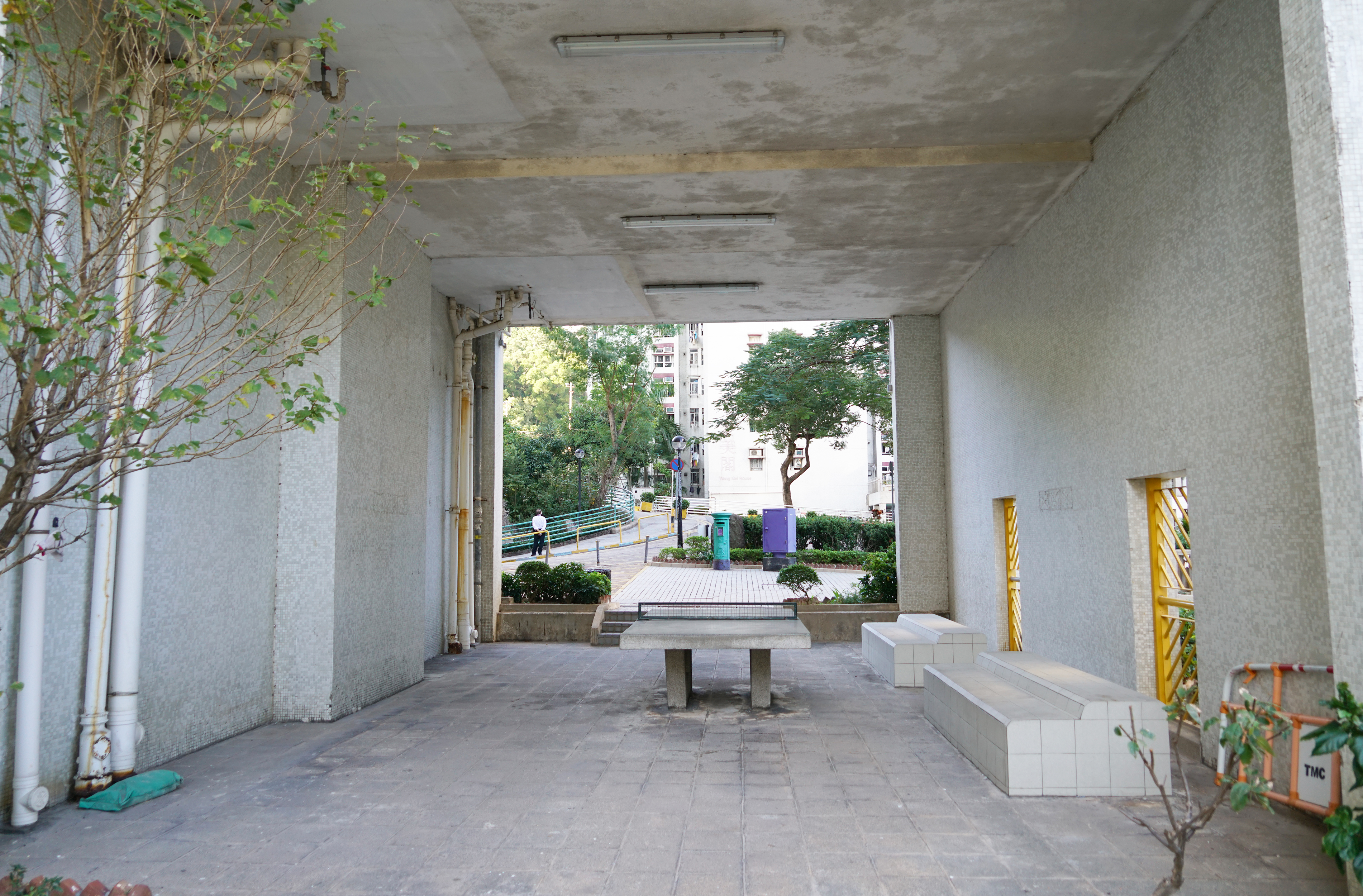
乒乓球桌

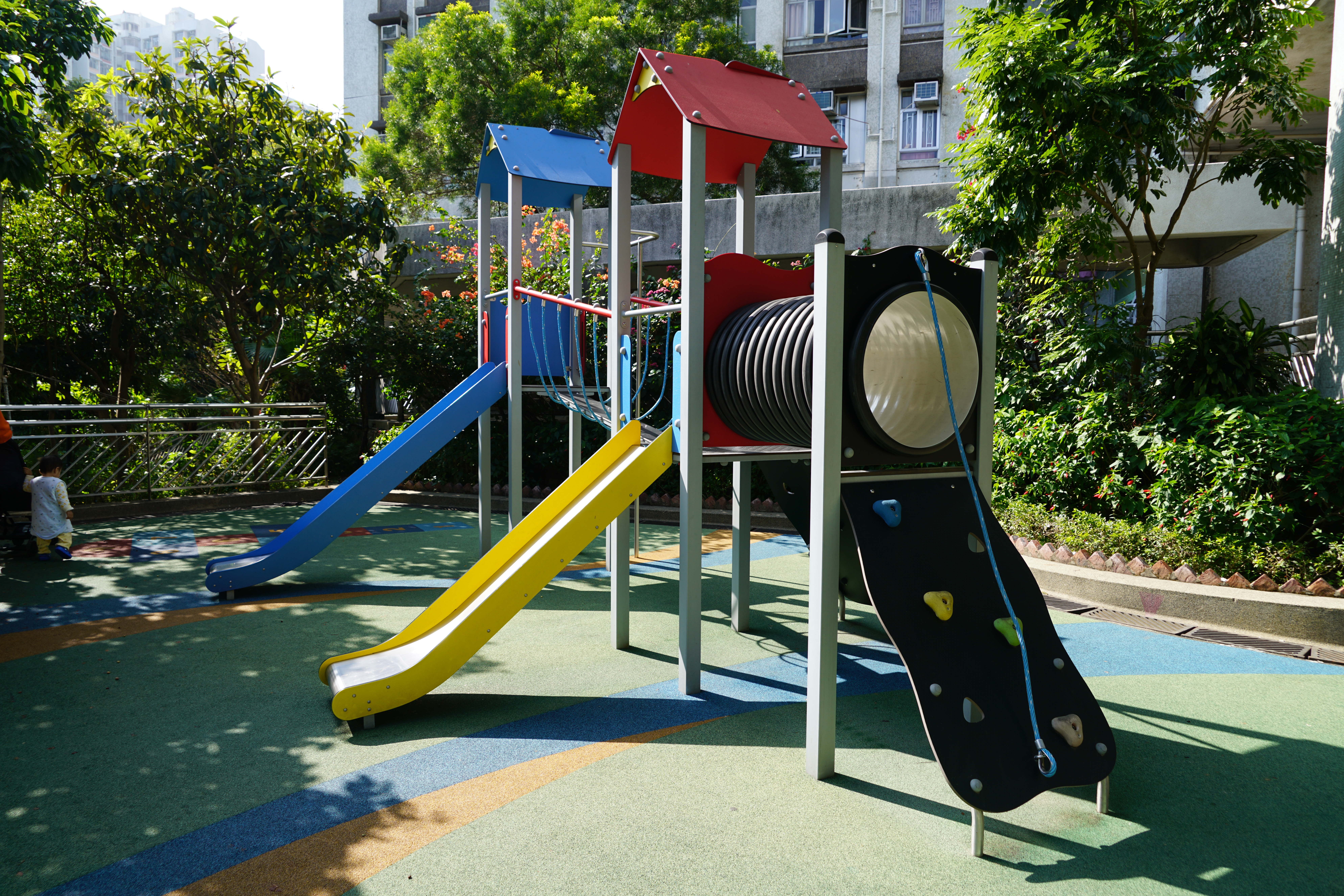
小童攀石牆、滑梯、獨木橋及跳飛機

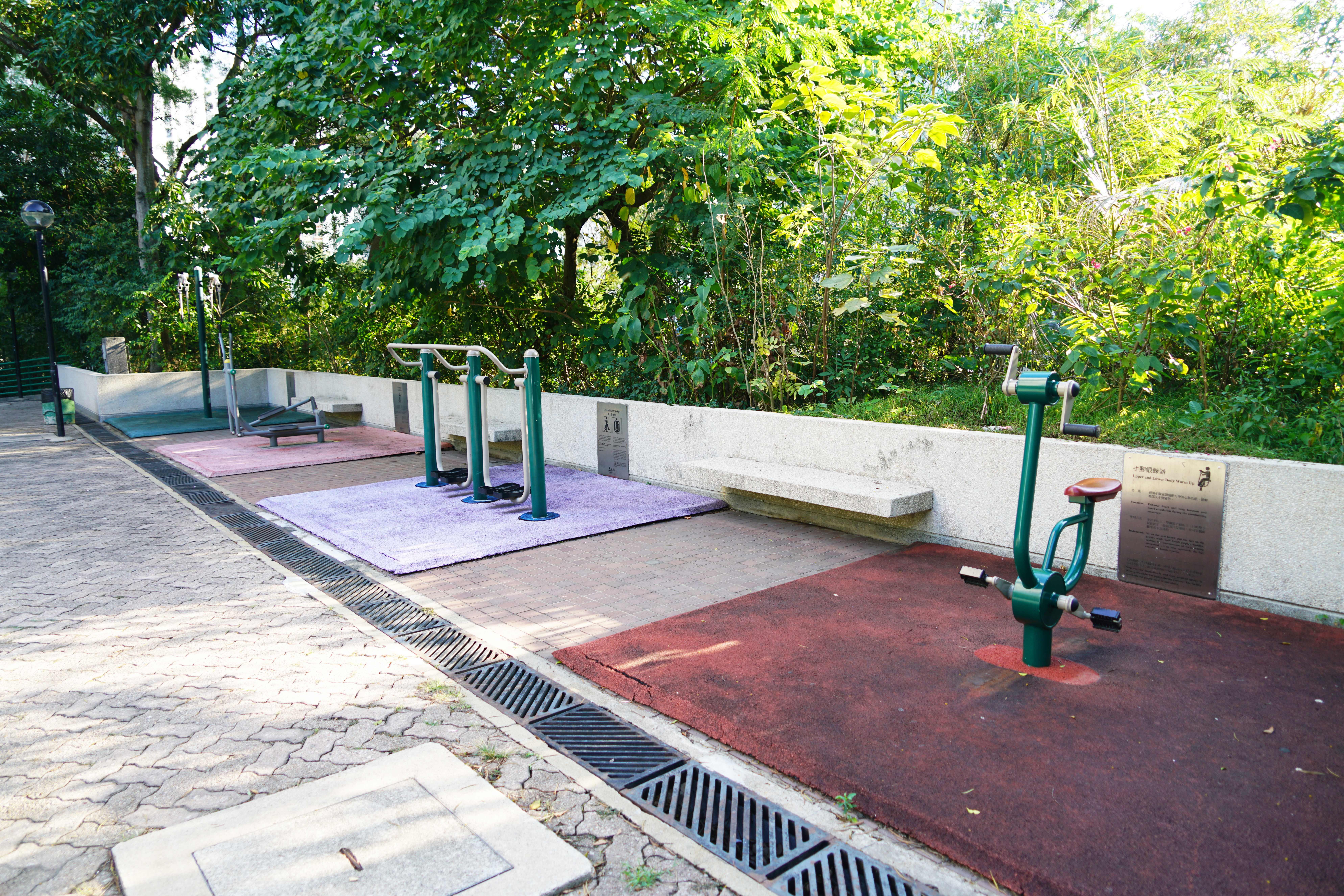
健體區

天馬苑（英語：Tin Ma Court），位於香港九龍馬仔坑竹園道55號，邻近九龙塘。屋苑共有5座樓宇，在1986年落成，是香港居者有其屋屋苑，由于1980年代香港有大量土地供应，所以天马苑楼与楼之间的密度相对较低。
天马苑的设计包括大型平台花园、大型停车场、学校和网球场等配套。屋苑於1987年8月19日英治時期的港英政府房屋司主持揭幕禮。由於當年補地價率低，很多天馬苑單位在補地價後脫離資助房屋體系在私人市場流轉，導致投資活動，令港府後來提高其他居屋補地價率。

## 屋苑資料

### 樓宇
天馬苑所有樓宇的名稱均以漢字「駿」為開首（駿〇閣），其部首更是馬部，以呼應屋苑名稱。
| 樓宇名稱（座號） | 門牌號碼   | 樓宇類型 | 落成年份 | 層數 | 每層伙數                    | 每座單位總數（伙） | 承建商                   | 升降機品牌 |
| ---------------- | ---------- | -------- | -------- | ---- | --------------------------- | ------------------ | ------------------------ | ---------- |
| 駿昇閣（A座）    | 竹園道55號 | 風車型   | 1986年   | 37   | 16 （1-33樓） 8 （34-37樓） | 560                | 中國海外房屋工程有限公司 | 通力       |
| 駿威閣（B座）    | 竹園道55號 | 風車型   | 1986年   | 37   | 16 （1-33樓） 8 （34-37樓） | 560                | 中國海外房屋工程有限公司 | 通力       |
| 駿飛閣（C座）    | 竹園道55號 | 風車型   | 1986年   | 37   | 16 （1-33樓） 8 （34-37樓） | 560                | 中國海外房屋工程有限公司 | 通力       |
| 駿安閣（D座）    | 竹園道55號 | 風車型   | 1986年   | 37   | 16 （1-33樓） 8 （34-37樓） | 560                | 中國海外房屋工程有限公司 | 通力       |
| 駿康閣（E座）    | 竹園道55號 | 風車型   | 1986年   | 37   | 16 （1-33樓） 8 （34-37樓） | 560                | 中國海外房屋工程有限公司 | 通力       |

## 社區配套
屋苑設有商場，名為天馬苑商場，面積88,000呎，樓高3層，1986年建成，以服務天馬苑及天宏苑的居屋客為主，但場內有多個空置商舖。商場地下為東華三院黎鄧潤球幼稚園；一樓設東華三院方肇彞幼兒園、7-11便利店、百佳超級市場、乾洗專門店、天馬琴行、藥房、補習社、美容店、髮廊和議員辦事處等；二樓設酒家、餐廳、天馬苑市薈坊、物業代理、室內設計及裝修工程公司等。不過商場於2016年6月被領展出售予盈信控股旗下的策勵有限公司，新業主表示會動用約一億元翻新商場。場內的琴行及補習中心租約原定2018年才完結，不過業主卻在2016年突然以翻新為由要求提早結束合約，同年6月要清場，租戶認為條款對小商戶不利。商場內唯一麵包店亦被業主要求以昂貴1倍的呎價租一個500呎舖位，店主表示難以承受雙倍租金，終於在2017年5月21日結業。
此外，自從新管理公司接手後，商場問題逐漸浮現：包括地磚破爛、扶手電梯故障多時未有維修、商場樓梯在下雨出現水浸、平台花園樹木凋謝，處於半枯乾狀態。街坊決定澆水自救。
商場業主盈信控股及管理公司佳定，未有回應有關問題。2018年4月，因屋苑商場裝修及超市結業，居民購買日常物品不便，由天馬苑業主立案法團主辦及横頭磡之友協辦的「共購站」應運而生，不過到5月31日正式退出。
屋苑亦設有蓋行人通道，步行十分鐘步程可到港鐵樂富站，也有行人天桥升降机連接龍翔道。黃大仙中心擴建部份亦已竣工。摩士公園游泳池距離天馬苑只有5分鐘步程。屋苑也鄰近獅子山郊野公園燒烤場。

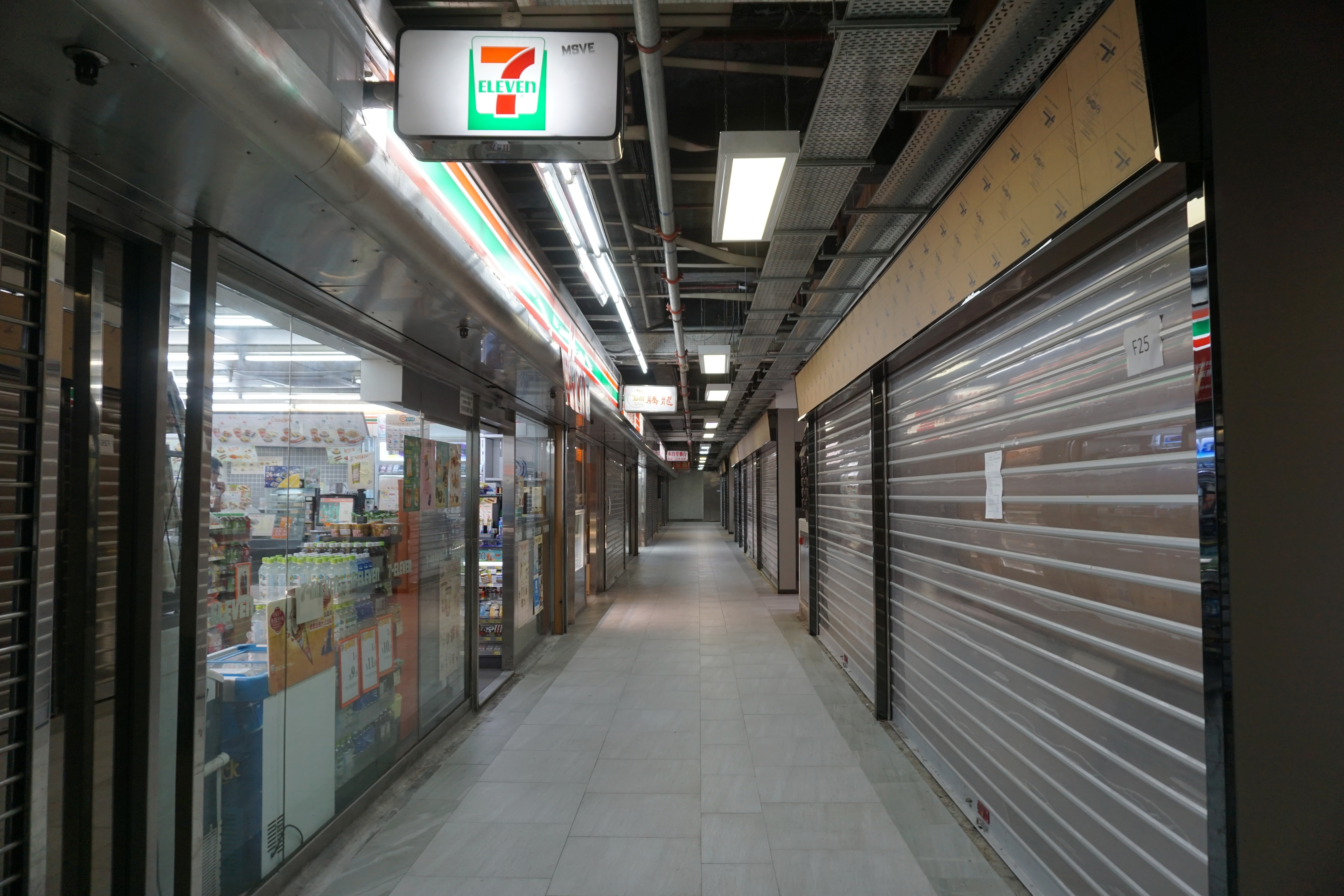
商場1樓
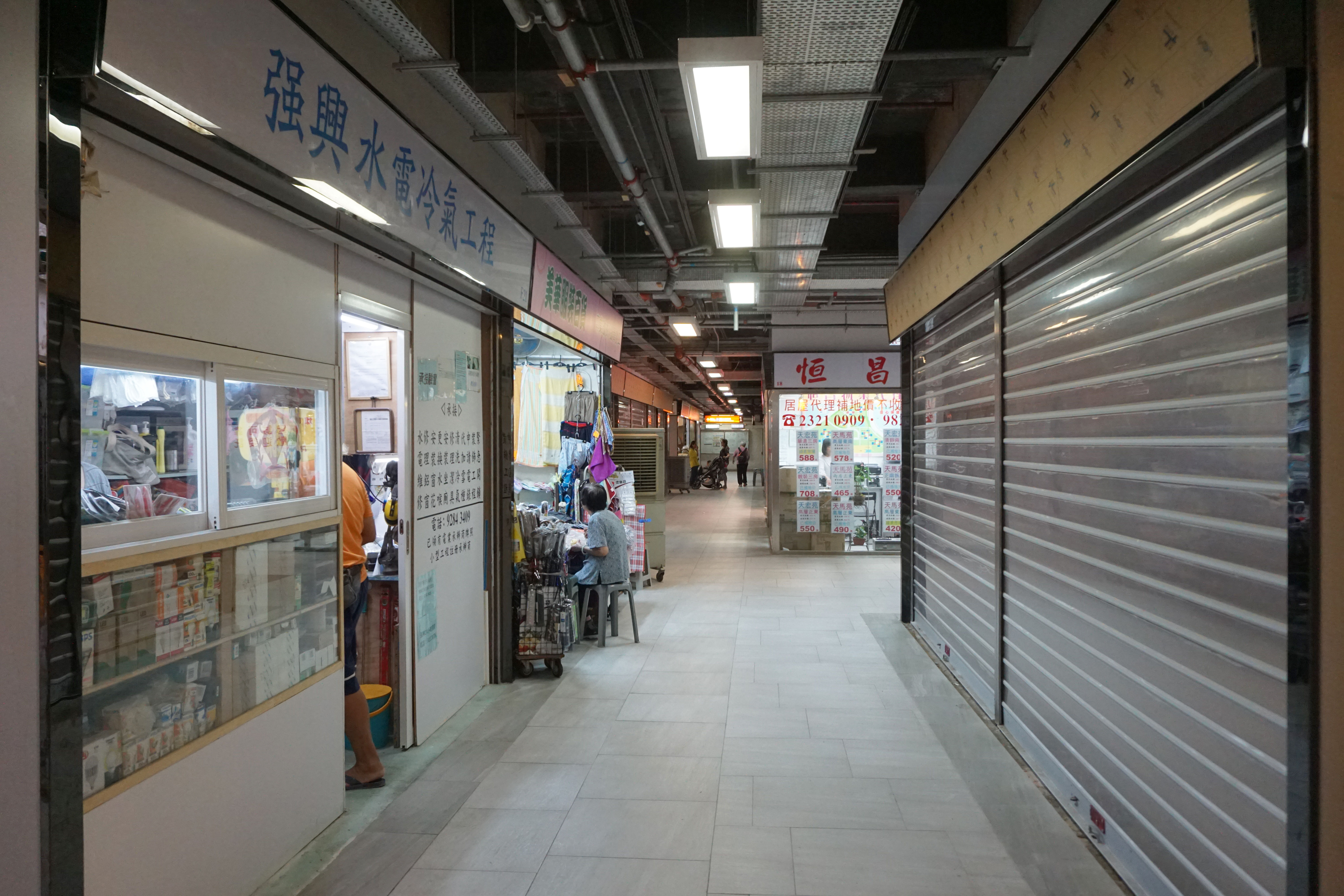
商場1樓小店逐一離場
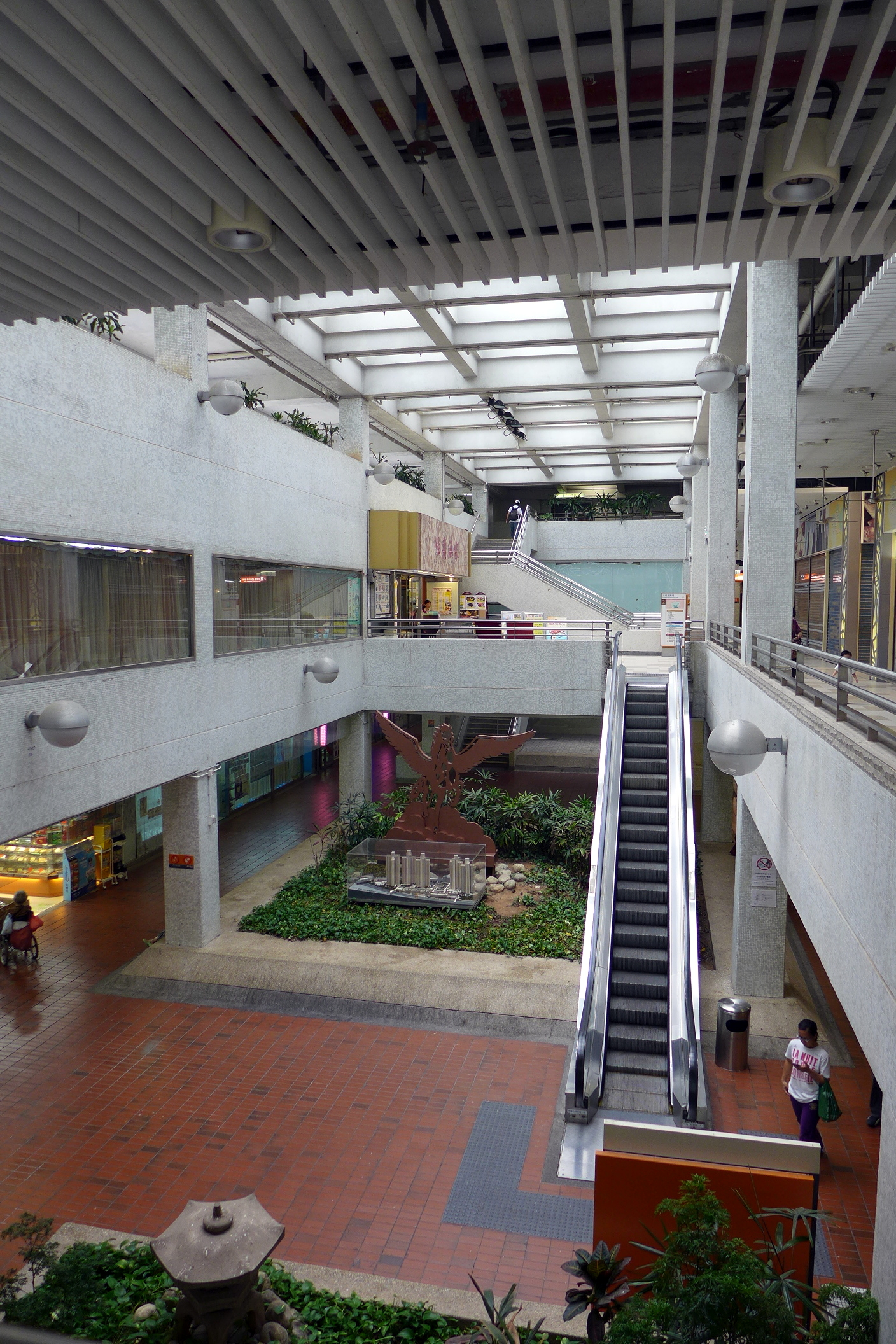
2014年的商場中庭，當時設屋苑模型
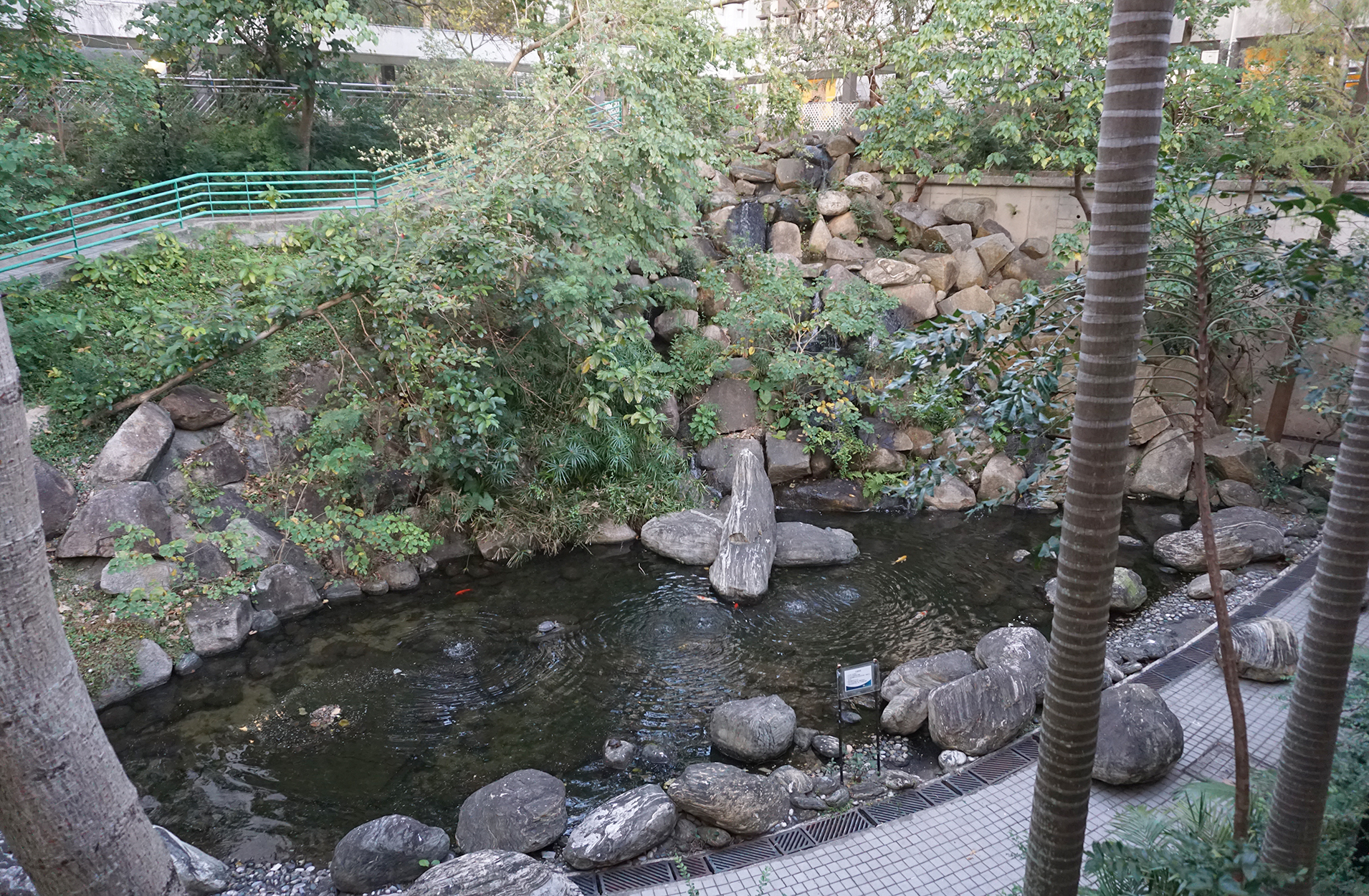
錦鯉及龜池
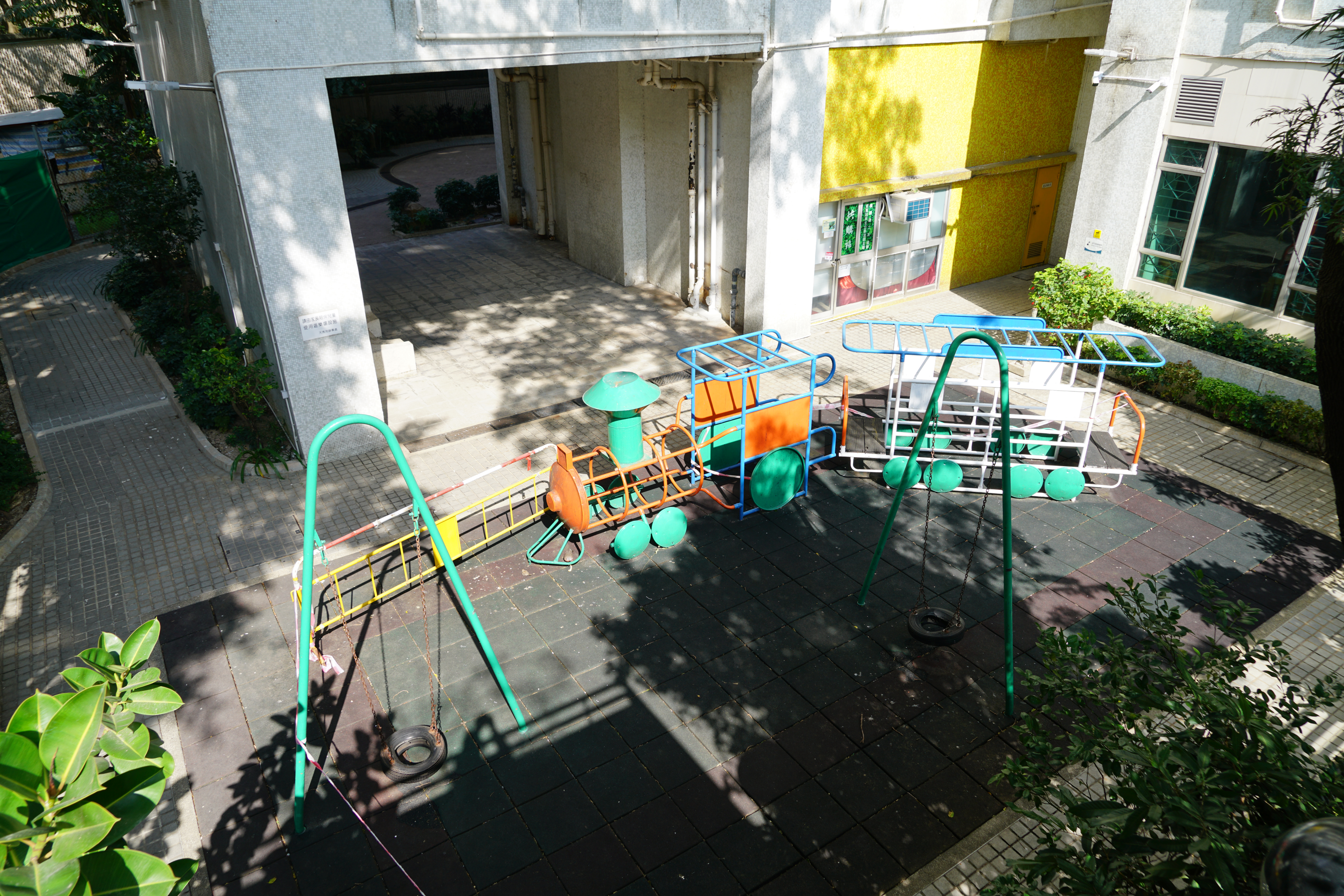
鞦韆及火車遊樂場
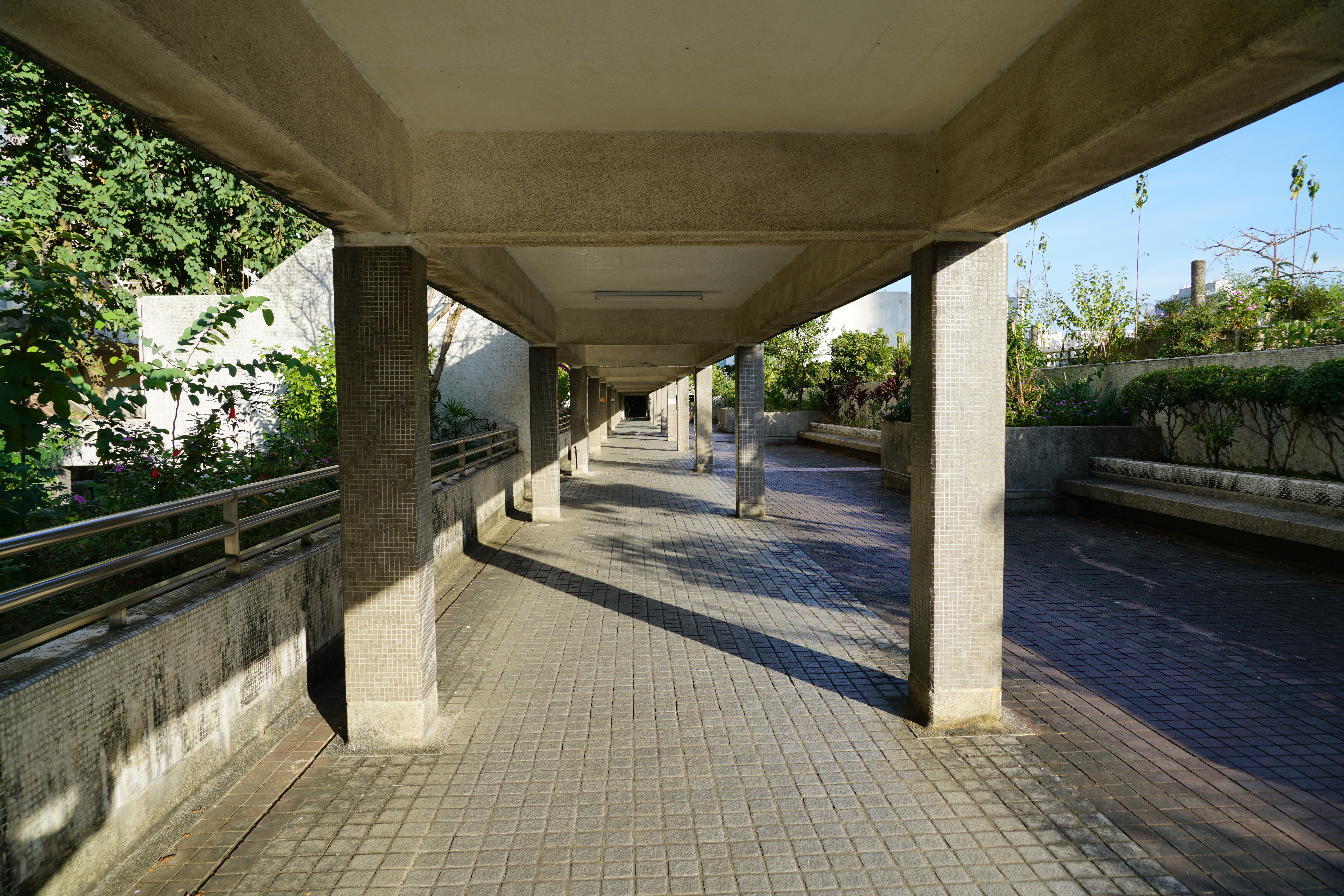
有蓋行人通道
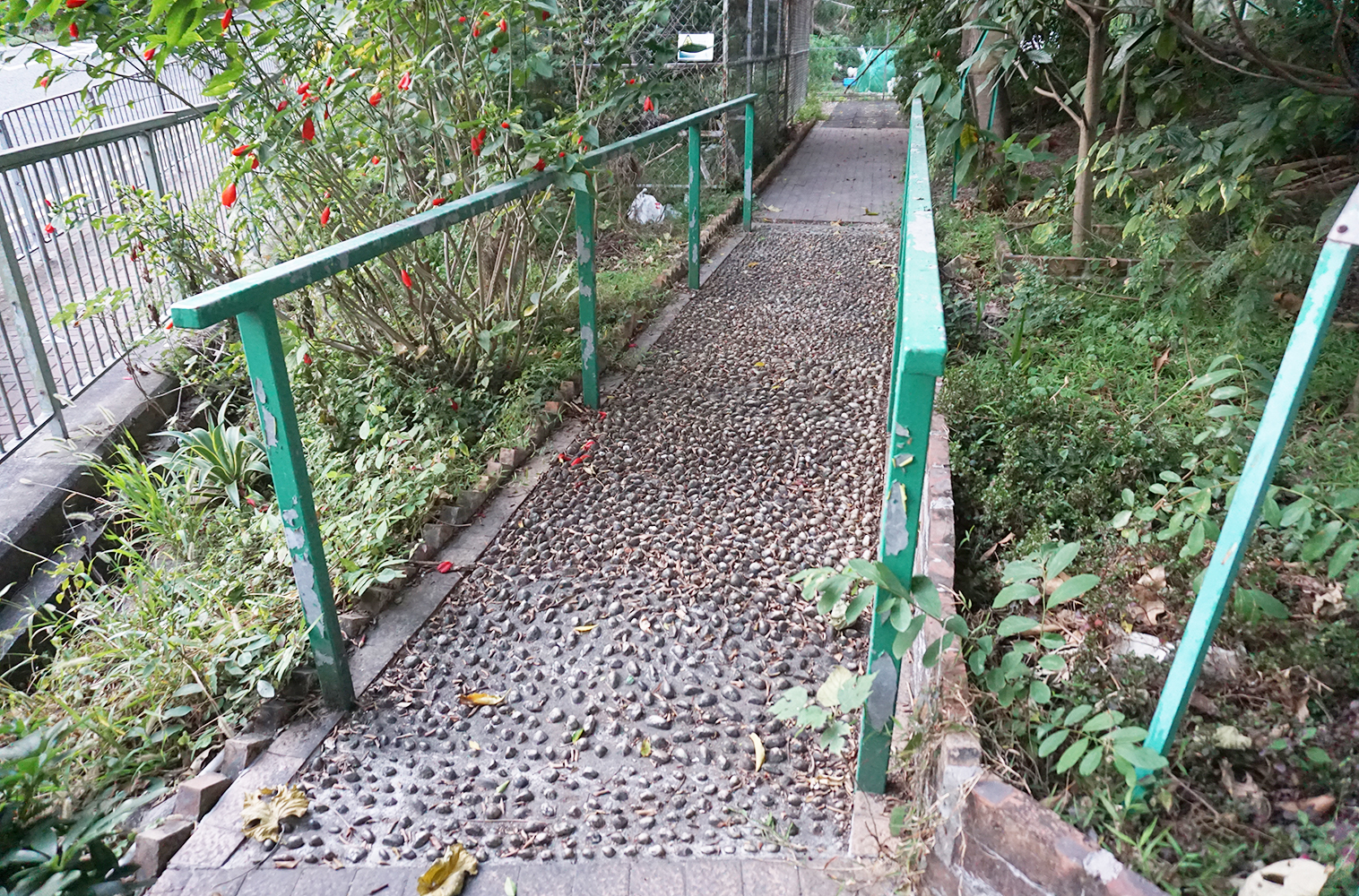
卵石路步行徑
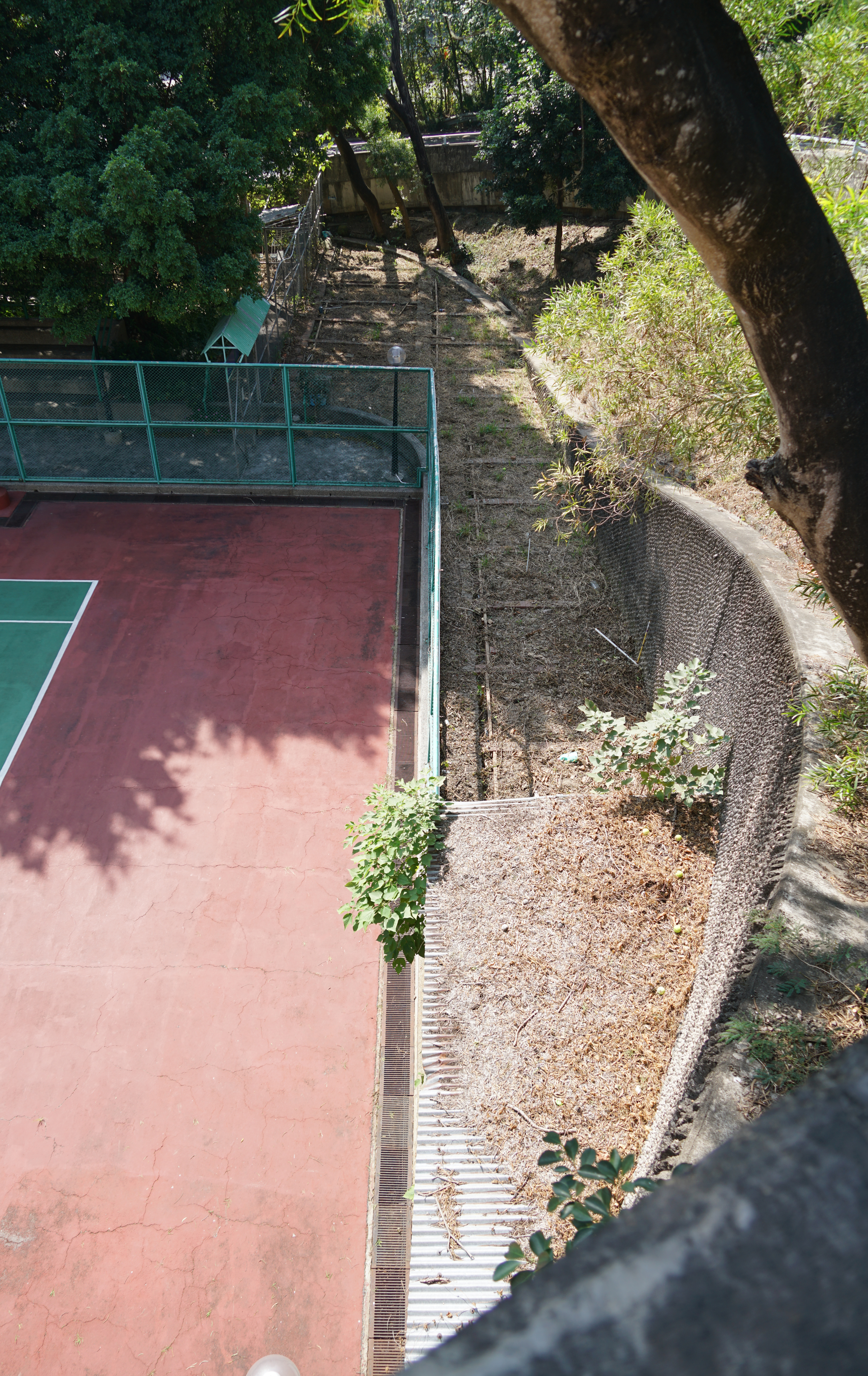
社區園圃「歡樂綠田園」
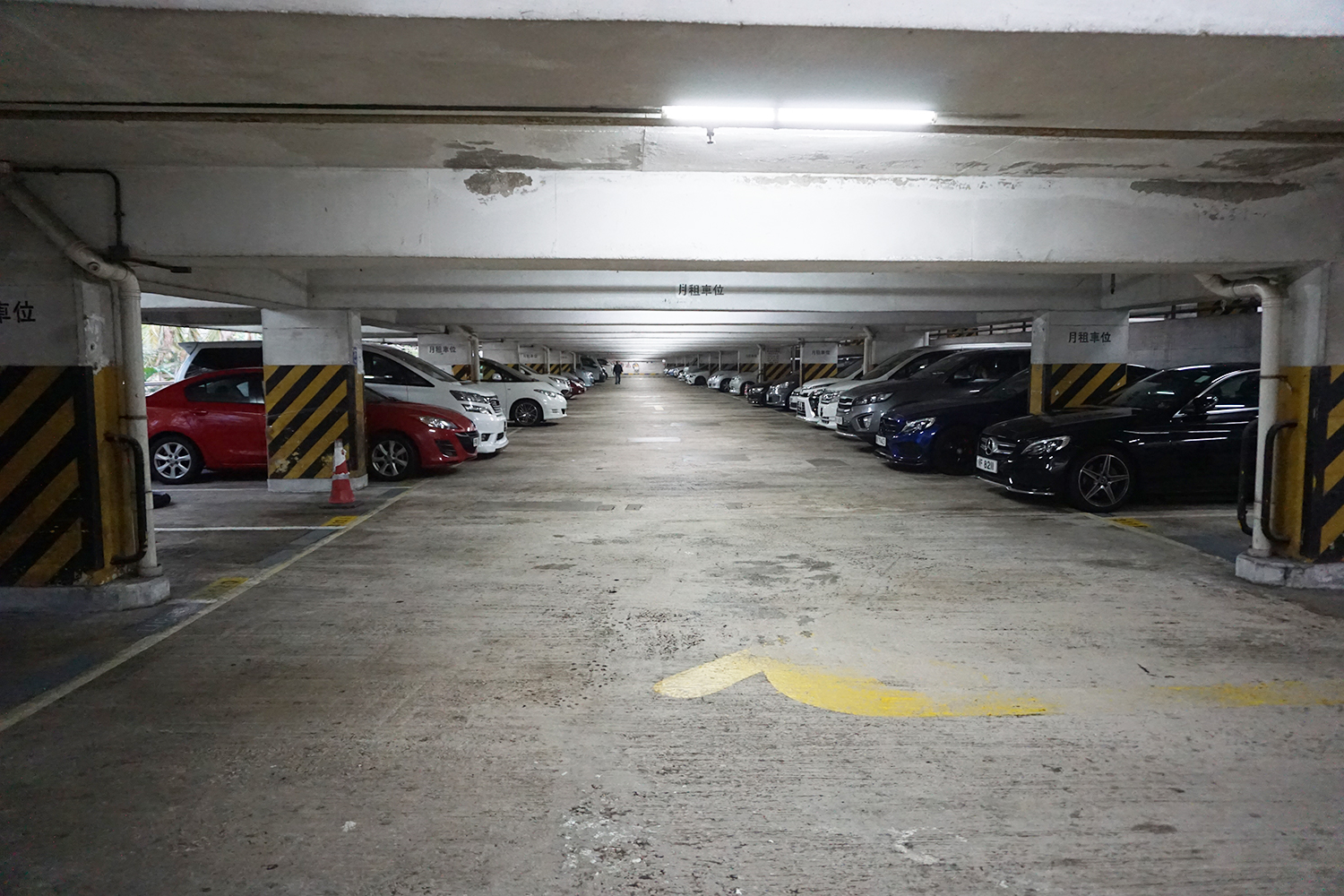
停車場
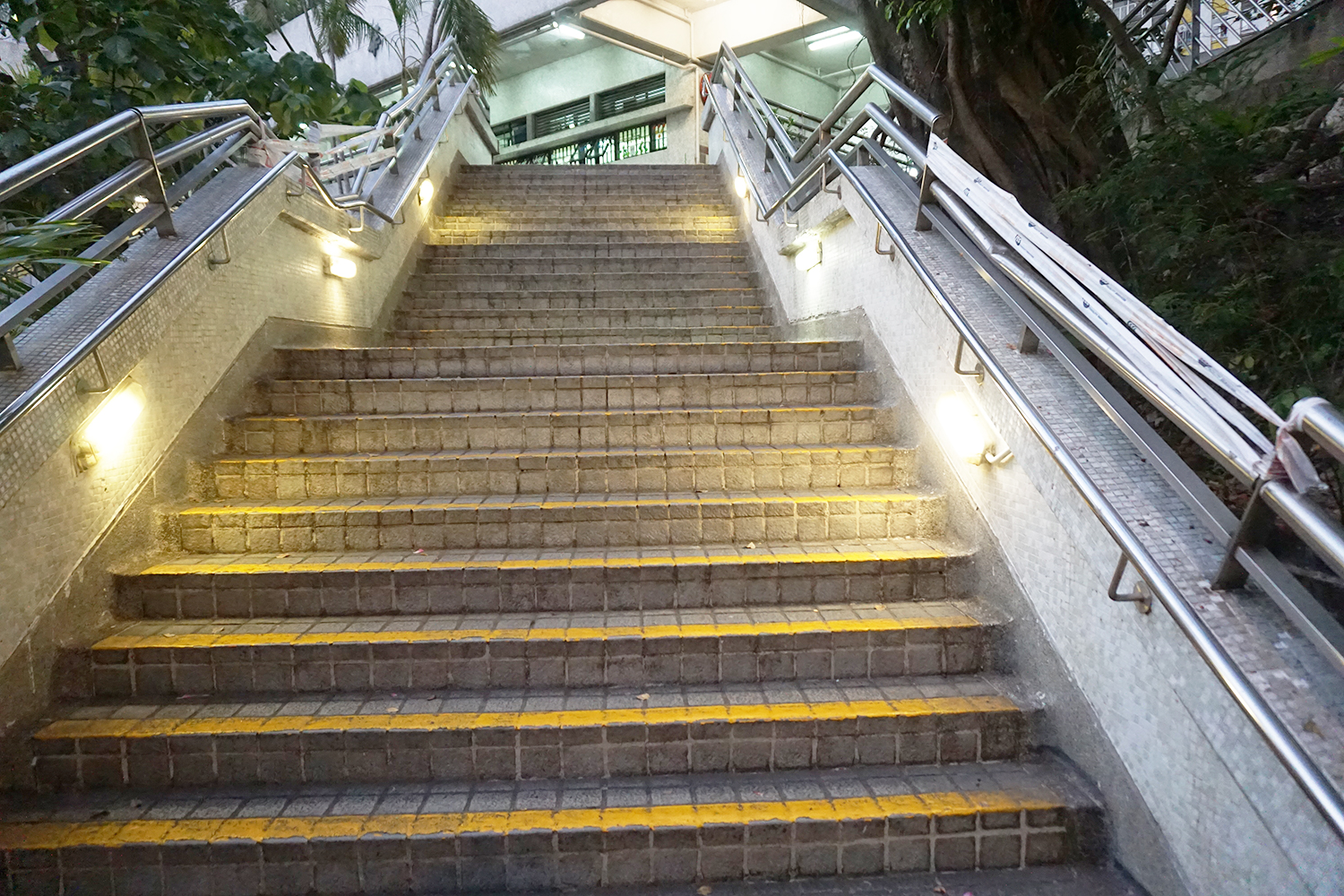
2018年超強颱風山竹正面襲港，吹塌大樹壓毀樓梯欄杆

## 軼事及事件

### 埃及房屋部長參觀
1987年2月9日，時任埃及房屋部長夏沙為首的代表團，由署理副房屋署長林有元陪同，參觀當時剛竣工的天馬苑。